# 华兴会

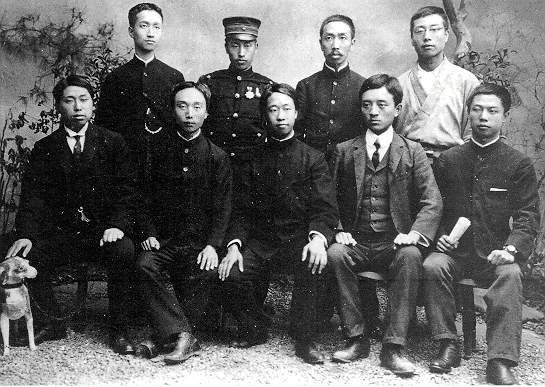
华兴会部分领导人（1905年摄于日本东京）。前排左起：1黄兴，2未知，3胡瑛，4宋教仁，5柳扬谷；后排左起：1章士钊，2未知，3程家柽，4刘揆一

华兴会是清帝國末年，黄兴所领导的一个革命組織，目的是推翻清帝國政權，建立民主與自由国家。1904年2月15日在湖南长沙明德学堂（现湖南省长沙市明德华兴中学）成立，1905年7月30日与兴中会合并为同盟会。

## 背景
1903年，沙俄向清朝提出7項要求，企圖侵佔中國東北地區，此舉觸及日本，東京《朝日新聞》首先刊載，留日學生遂於神田錦輝館召開學生大會。:214月29日，留日學生決定組織義勇隊抗俄以為國民倡導。:16據統計，各省留學生到會者500餘人，通過成立拒俄義勇隊，推陸軍士官學校藍天蔚為隊長，成員有黃興、楊守仁、陳天華等，日日操練，意欲隨時開赴前線。:21當中，尤以青年會成員最為積極，他們大都參加「拒俄義勇隊」，130人表示願赴戰場者，50人留東京辦事者，有女留學生願擔任看護。:21－22留學生正欲改名學生軍，在清朝壓力下，日本政府勒令解散。:225月10日，留日學生惟有在學生軍集會上，議決改名為「军国民教育会」，以便跟進事態發展。:257－273其精神則不變，且公推代表二人回國，請袁世凱主戰。:16北京大學堂及上海教育界均覆電贊成，並紛紛集會，擴大宣傳力量。:16
5月，黃興於弘文学院毕业。是年6月初，黃興以“运动员”身份自日本回國，在湖南、湖北醞釀新行動。:17黃興回到上海，暗中筹划革命。他先在上海认识《苏报》主编章士钊等新派人士，随后受先前留学日本东京弘文学院的长沙明德学堂校长胡元倓的邀请，经武昌回到长沙。黄兴途经武昌时，返回母校两湖书院发表演说，武昌府知府兼院长梁鼎芬奉上令，将黄兴驱逐出湖北省境。6月21日，清朝命令嚴厲緝拿倡言革命之學生，意圖以高壓手段鎮壓風潮，然而大勢所趨已不可遏阻，留日學生各種刊物均廢光緒年號，直書黃帝紀元。:17黄兴於是将随身所携带4千餘冊《革命军》和《猛回头》分发给军学各界，然后登轮返回湖南。黃興至長沙應聘明德學堂主講席，課餘則秘密進行革命活動。:1－2
随着活动影响，黄兴受到一些保守人士的控告。明德学堂的董事龙璋等人为其担保解围。他决心全心投入革命，并辞去明德学堂教员的职务以不让学堂受到牵连。为了筹集资金，他把自己在长沙老家的祖屋及农田一同变卖，换得大笔金额。其生活在祖屋的继母毫无怨言并支持黄兴的事业，与亲戚一同搬出。黃興并在长沙小吴门正街创办日语学校“东文讲习所”，并翻印大量革命人士书籍，如邹容的《革命军》、陈天华的《猛回头》、《警世钟》等。这些活动起到了非常重要的联系和宣传作用，为以后华兴会的成立打下了基础。

## 成立
1903年11月4日，黃興藉庆祝三十寿辰（虚岁）名義，卖掉自家庄园36亩土地，邀请章士釗與吳祿貞、劉揆一、宋教仁、周震鱗、翁鞏、秦毓鎏、柳聘農、覃振、胡瑛、徐佛蘇、柳大任、朱子陶、任震、陳其殷、吳超澄、譚人鳳、蕭堃、葉瀾、張通典、王延祉、柳繼貞、蕭翼鯤、彭邦棟、陳方度、陳天華、楊守仁、張繼，在長沙保甲巷彭淵洵家集会，商议筹设革命团体等事项。会上决定以“兴办矿业”为名，对外声称成立“华兴公司”，入会者均称入股，“股票”即会员证，并以“同心扑满、当面算清”为口号，隐含“扑灭满清”之意。1904年除夕（2月15日），华兴会在长沙明德學堂正式成立。黄兴被推举为会长，宋教仁、刘揆一为副会长，确定了“雄踞一省，与各省纷起”的战略方针，以“驱逐鞑虏，复兴中华”为革命口号。華興會遂於長沙創立。:18華興會之創立，以湖南、湖北留日學生及各學堂學生為主體，醞釀已久，《遊學譯編》之所論列，即其宣傳理論及溝通意見，而今可以行動。:18黃興處事素來沉毅慎重，故此華興會創立之日，黃興被公推舉为會長後，即首先提議：望諸同志，對於本省外省各界與有機緣者分途運動，俟有成效，再議發難與應援之策。:18於是會眾分門別頪，各認職務，積極進行。:1-2自黃興創立華興會後，乃使胡瑛及宋教仁在湖北計議速立機關準備響應，於是分途連絡軍學兩界同志，發起組織科學補習所，故意標明研究科學，以愚弄官府耳目，實則此為武昌有革命運動機關之始。:19

## 革命活动
随後约半年时间，华兴会大力招募会员，先后有500多人加入，大部分是回国留学生和国内各学堂的知识分子。华兴会並在外地設立分会，会员分别在湖南、上海、东京等地创办了“同仇会”、“黄汉会”、“爱国协会”、“新华会”、“十人会”等组织，成为当时中国內部各省最有影响力的反清组织。自華興會成立，黄兴以劉揆一曾獲交哥老會大龍頭、湖南洪江会首领马福益，因畀以聯絡會黨之責，另一同仇會幾支配之，使哥老會黨徒與華興會總部不相直接，藉防機密偶洩有礙大計。:20為響應起義，增加了眾多人馬。在人员足够的时候黄兴决定提前在长沙发动起义，并在浏阳、醴陵、衡阳、常德、岳阳、宝庆等地组织义军向长沙进攻。华兴会推举黄兴为主帅，刘揆一、马福益为正副总指挥。起义商定于1904年(光绪三十年)农历十月初十日慈禧太后70岁寿辰大宴时在长沙起义，以安放在湖南省城官员贺寿之处的炸弹引发为起义信号。
1904年10月，起义的消息由于一个华兴会员的消息走漏而被官府得知。10月24日，由于起義的风声走漏，清兵出动查封華興會，游德胜、萧贵生被捕。起义未发动即失败。黄兴等人在基督教圣公会教士黄吉亭等的掩护下，从长沙转移到上海，再逃往日本。马福益逃往广西，次年再返回湘西洪江隐匿，并暗中和黄兴联系，准备在洪江再次组织发动起义。1905年(光绪三十一年)春，马福益不幸在萍乡车站被清兵逮捕，农历三月初八日在长沙就义。

## 事后

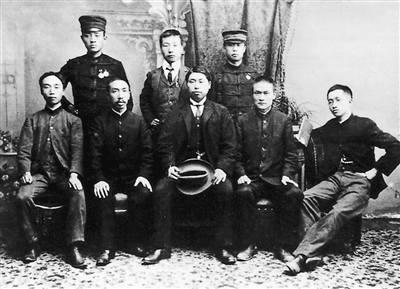
1905年，黄兴与民报社同仁在东京合影。前排左起：1未知，2程家柽，3黄兴，4陈天华，5章士钊；后排左起：1宋教仁，2柳扬谷，3未知

黄兴于1904年11月底到达东京。12月黄兴与百餘名留学生组建革命同志会。1905年黄兴回国策划起义再次失败而回到日本。孙中山也于同年7月19日到东京，并与黄兴相会。7月30日，同盟会筹备会议召开。华兴会和兴中会合并为“同盟会”。华兴会主要成员都成为了同盟会的骨幹。